# Bencongan Indah
Bencongan Indah is een bestuurslaag in het regentschap Tangerang van de provincie Banten, Indonesië. Bencongan Indah telt 14.336 inwoners (volkstelling 2010).